# 奧地利的俄羅斯人
奧地利，現在有5500個俄羅斯人，多數生活在維也納和薩爾斯堡。
俄羅斯人最早在17世紀出現在維也納，第一批俄羅斯人因求學、經商和19世紀拿破崙戰爭等原因出現在奧地利。在1920年代俄國內戰後一批俄羅斯人移民維也納，而另一些在1990年代時來到。